# Centre de recherche Langley
Le centre de recherche Langley (en anglais : Langley Research Center, abrégé en LaRC) est le plus ancien des centres de recherche de l'agence spatiale américaine de la National Aeronautics and Space Administration (NASA). Le LaRC est situé à Hampton  en Virginie, à proximité de Poquoson et de la base aérienne militaire de Langley. Son nom lui vient de Samuel Pierpont Langley.
Les travaux menés au LaRC portent principalement sur la recherche aéronautique, bien que  l'aérodynamique du module lunaire Apollo (LEM) ait été testé  par ce centre et qu'un certain nombre de missions spatiales importantes y sont conçues.

## Historique
Créé en 1917 par le National Advisory Committee for Aeronautics (NACA), le centre consacre actuellement[Quand ?] deux tiers de ses programmes à l'aéronautique, et le reste aux activités spatiales. Les chercheurs du LaRC utilisent une quarantaine de souffleries pour étudier l'aérodynamisme, la sûreté et l'efficacité de certains avions et vaisseaux spatiaux.
Entre 1958, date de lancement par la NASA du programme Mercury, et 1963, le LaRC a accueilli le programme visant à envoyer un homme dans l'espace, avec son transfert au Manned Spacecraft Center (devenu par la suite le Lyndon B. Johnson Space Center) de Houston en 1962-1963.